# Северный Ланао
Северный Ланао (себ. Amihanang Lanaw, таг. Hilagang Lanaw) — провинция Филиппин в регионе Северный Минданао, на острове Минданао. Административный центр — город Тубод. Численность населения — 930 738 чел. (2010). Соседние провинции — Южный Ланао, Южная Замбоанга, Западный Мисамис (от которой она отделена заливом Илиган), Букиднон.

## География
В физико-географическом отношении территория провинции гористая или холмистая. Рельеф изменяется от равнинного на севере в зоне морского побережья до горного на юге. Разнообразна фауна и флора.

## История
Название «Ланао» происходит от местного слова «ранао», в переводе — «вода». Слово маранао значит «озёрный житель». Этот народ — коренные жители берегов озера Ланао, которое расположено в центре провинции Южный Ланао.
В 1639 году здесь появились первые испанцы, сперва обследовавшие местность возле Дансалана (старое название города Марави), который в те времена был центром малайско-арабской культуры. Испанцы, пытаясь колонизовать эту территорию, встретили сильное сопротивление со стороны местного населения. Разработанные ими планы по христианизации коренных жителей ни к чему не привели. В 1891—1895 гг. сюда была направлена ещё одна экспедиция, но до начала войны с новыми колонизаторами — американцами, то есть до 1898 года, испанцы не добились успеха.
В мае 1904 года американское колониальное правительство присвоило Дансалану статус города, а в 1956 году он был переименован в Марави.
В 1942—1945 годах территория находилась в зоне японской оккупации. Против японских войск участвовали войска Содружества Правительств (американско-филиппинские) и повстанцы маранао. После 2-й Мировой войны — в 1959 году — единая провинция Ланао была разделена на две части — северную и южную. Административным центром был провозглашен Илиган. В 1977 году — в правление президента Филиппин Фердинанда Маркоса — административный центр был перенесён в Тубод.

## Население
В провинции живут в основном представители двух народностей — маранао и себуано. Переселенцы из христианских регионов Минданао, Висайя и с острова Лусон селились, как правило, в северной части, а маранао — на юге провинции. Преобладающей религией является христианство (75 % населения). В меньшинстве остаются мусульмане (20 %).
Маранао — народ малайско-арабского происхождения. Они сохраняют многие древние традиции, язык, верования, общественные устои, что делает Ланао районом, отличным от других районов страны.

## Административное деление
В административном отношении делится на 22 муниципалитет и 1 город:

### Город
- Илиган (Iligan City)

### Муниципалитеты
- Баколод (Bacolod)
- Балои (Baloi)
- Барой (Baroy)
- Капатаган (Kapatagan)
- Каусваган (Kauswagan)
- Коламбуган (Kolambugan)
- Лала (Lala)
- Линамон (Linamon)
- Магсайсай (Magsaysay)
- Маиго (Maigo)
- Матунгао (Matungao)
- Мунаи (Munai)
- Нунунган (Nunungan)
- Пантао Рагат (Pantao Ragat)
- Пантар (Pantar)
- Роона Пиагапо (Poona Piagapo)
- Сальвадор (Salvador)
- Сапад (Sapad)
- Султан Нага Димапоро (Sultan Naga Dimaporo)
- Таголоан (Tagoloan)
- Тангкаль (Tangcal)
- Тубод (Tubod)

## Экономика
В экономике Северного Ланао преобладает сельское хозяйство и рыболовство. Заводы в основном сосредоточены в городе Илиган. Большая роль отводится туризму.